# Fimbristylis punctata
Fimbristylis punctata är en halvgräsart som beskrevs av Robert Brown. Fimbristylis punctata ingår i släktet Fimbristylis och familjen halvgräs. Inga underarter finns listade i Catalogue of Life.